# 赛依特库勒湖
赛依特库勒湖，俗称六场副业队海子，位于中华人民共和国新疆维吾尔自治区尉犁县中部塔里木河右岸的一座湖泊，地处塔克拉玛干沙漠的沙丘中。湖泊呈东北－西南向的长条形状，最长9千米，最宽1.6千米，最窄0.3千米，水面面积10平方千米，湖面高程约900米。湖水主要靠塔里木河洪水期河水漫溢注入，因此湖面面积大小随丰枯年份及塔里木河上游来水情况而变化。

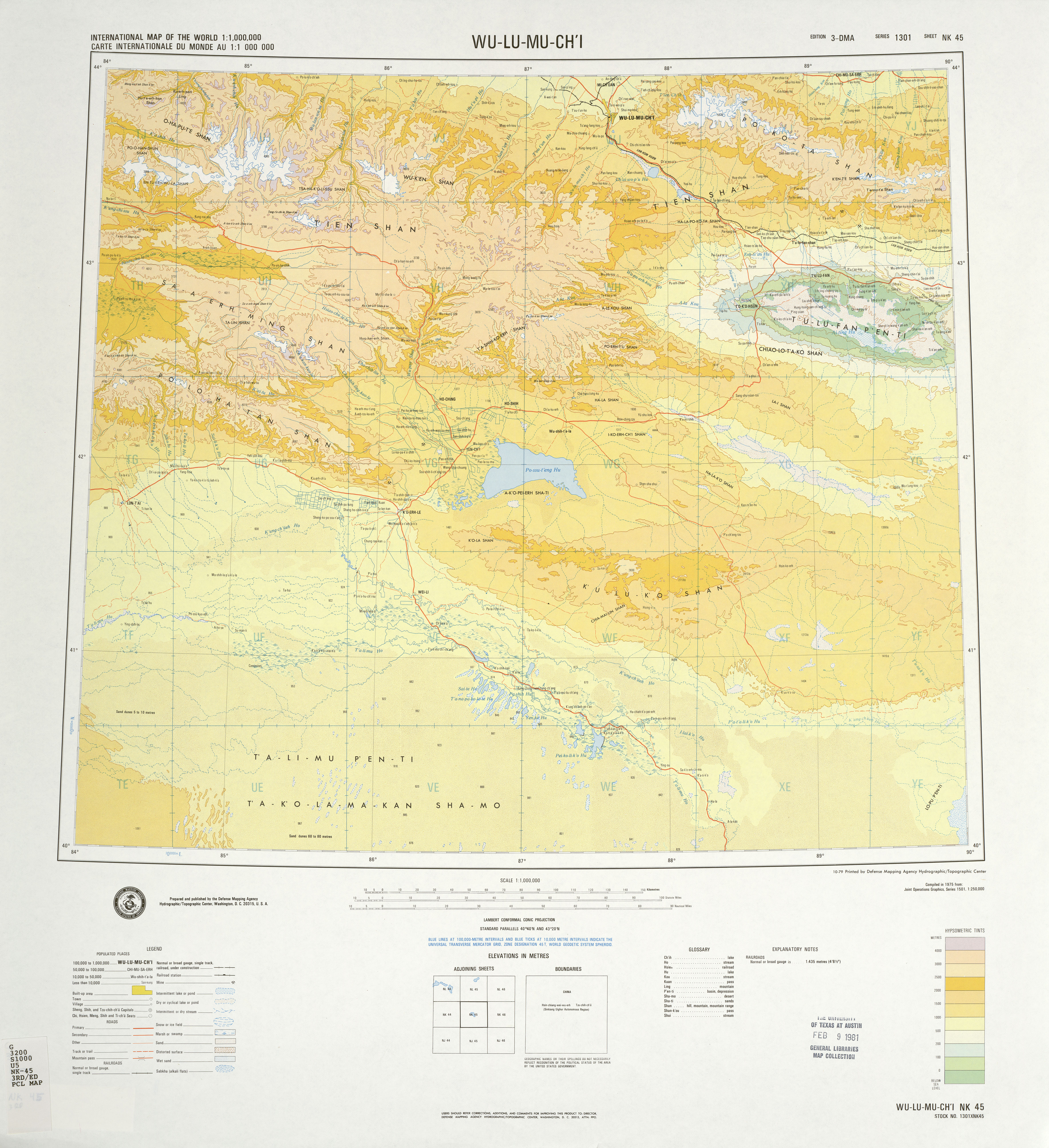
乌鲁木齐及周边地区地形图，赛依特库勒湖（Saite Hu）位于图中下部